# Jesús Arrúe Mora
Jesús Arrúe Mora (nacido el 25 de septiembre de 1973 en Valencia) es un artista y pintor del primer grafiti indultado de España, trasladado al museo Centro del Carmen Cultura Contemporánea de Valencia.
Su obra se popularizó a nivel internacional cuando la cantante Madonna le compró un cuadro en 2019 ("MadameX"), y viralizó otra de sus obras al compartirla en sus redes sociales para criticar la guerra de Rusia en Ucrania.

## Biografía
Afincado en Valencia. Nacido en una familia de 6 hermanos. El don del arte le viene de familia, sobre todo de su abuelo y su padre, que transmitieron a él y a todos sus hermanos esa pasión.
Durante sus estudios de primaria obtuvo un título honorífico en dibujo en el Colegio Cervantes de Valencia. En su juventud cursó durante dos años la carrera de Psicología, lo que le permitió estudiar a fondo el carácter de las personas, y Artes en la Escuela de Artesanos de Valencia, asentándose su talento original.
Trabajó en varios sectores desde el baile a la moda, compaginándolo con su vocación artística, la pintura; hasta que, en 2013, se dedicó por entero al arte y se estableció en su propio estudio.
Defensor de la paz, la igualdad de derechos y la libertad sexual y de género, incluso siendo cuestionado en ocasiones por sus reivindicaciones y su propia condición sexual en sus manifestaciones en favor de los derechos LGTB Q+.
En 2019 su nombre y su obra cobran trascendencia en la esfera pública al venderle un cuadro a la cantante Madonna.
En febrero de 2022 Jesús Arrúe realiza y publica su obra “The Crow”, que tiene una gran repercusión en redes sociales y medios de comunicación a nivel internacional, provocado por el hecho de que Madonna la comparte en sus redes sociales para criticar la guerra de Rusia en Ucrania.
En diciembre de 2022 su obra “Bowie” se convierte en el primer grafiti indultado de España y trasladado al museo Centro del Carmen Cultura Contemporánea de Valencia.
Jesús Arrúe es, por otra parte, reconocido por haber pintado a artistas como Alejandro Sanz, Álex González, Antonia San Juan y Miguel Bosé, entre otros.

## Características de la obra
La obra de Jesús Arrúe se caracteriza por una pintura de estilo figurativo y expresionista. Artistas como Lucian Freud, Francis Bacon y Egon Schielle son sus influencias más características.
Emplea técnicas desde las más clásicas mezclando materiales como el óleo, acrílico, polvo de mármol, tinta china, collage; a otras más nuevas como el grafiti y el uso de polvo de tóner que le ayuden a plasmar los matices que busca.
Conocido como “el pintor de las miradas”, no sólo pretende un fin estético sino también comunicativo. Con su arte expresa ideas, sentimientos, emociones y su visión del mundo a través de los rostros que pinta.
Para sus trabajos se inspira principalmente en personajes de la música y el cine, en especial de la década de los 80´s que le marcaron profundamente. Madonna y David Bowie son sus grandes referentes.

## Tipos de obras

### Retratos
En sus pinturas de personas no le interesan tanto los detalles de un retrato al uso, sino plasmar la expresión y los sentimientos de la persona que pinta a través de sus miradas apelando a la emoción del espectador.

### Abstractos
En estas obras reflexiona sobre sus vivencias y lo que ha marcado su existencia. Una interpretación que ahonda en los aspectos más humanistas de la sociedad.

## El primer grafiti indultado y trasladado al museo Centro del Carmen Cultura Contemporánea de Valencia
El 12 de diciembre de 2022 su obra Bowie, que había pintado en 2019 como homenaje al artista británico, se convirtió en el primer grafiti indultado de España y trasladado a un museo de la ciudad de Valencia.
En el estudio de conservación participó la Universidad Politécnica de Valencia, desde el Máster de Conservación y Restauración de Bienes Culturales. La obra fue cuidadosamente protegida y recortada del muro original y trasladada al Centro del Carmen Cultura Contemporánea.

## Exposiciones seleccionadas

### Exposiciones seleccionadas
- “Eclectancia”, El Corte Inglés Colón (Valencia), 2022[12]
- Exposición de selección de obras en Tayko Hotels Bilbao y Restaurante Ola, de Martín Berasategui, (Bilbao) 2022[13]
- “I am not ephemeral”, El Corte Inglés Pintor Sorolla (Valencia), 2023[14]

### Exposiciones colectivas
- Bienal de las Artes (Valencia), 2017
- Meninas Madrid Gallery (Madrid), 2019[15]
- Bienal de las Artes (Valencia), 2019
- “Sinergias”, Galería Cuatro (Valencia), 2020[16]
- “Resiliencia”, Galería Cuatro (Valencia), 2022[17]